# Gruzdžiai
Gruzdžiai (deutsch Grudsen) ist ein „Städtchen“ (litauisch miestelis) in Litauen, in der Rajongemeinde Šiauliai, Bezirk Šiauliai, westlich von der Fernstraße  154  Šiauliai–Gruzdžiai–Naujoji Akmenė, 19 km nördlich von Šiauliai. Es ist das Zentrum des Amtsbezirks. In Gruzdžiai gibt es ein Postamt (LT-81024), das Gymnasium Gruzdžiai. Seit 1973 gibt es ein Landeskundemuseum. Von 1897 bis 1911 wurde die katholische Dreifaltigkeitskirche Gruzdžiai nach Entwurf von Karl Eduard Strandmann gebaut, 1911 die Kapelle auf dem Kirchhof, beide im neugotischen Stil. Die 1923 errichtete Agrarschule wurde später eine landwirtschaftliche Schule und in Sowjetlitauen Technikum, jetzt Abteilung der Agrarschule Joniškis (Joniškio žemės ūkio mokykla).

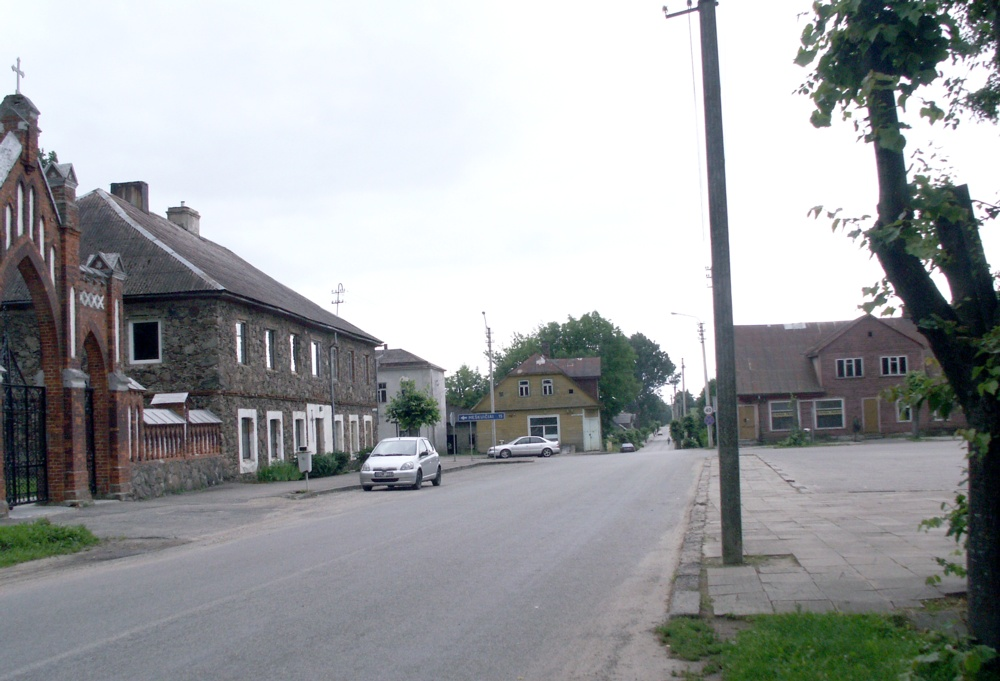
Gruzdžiai (2007)
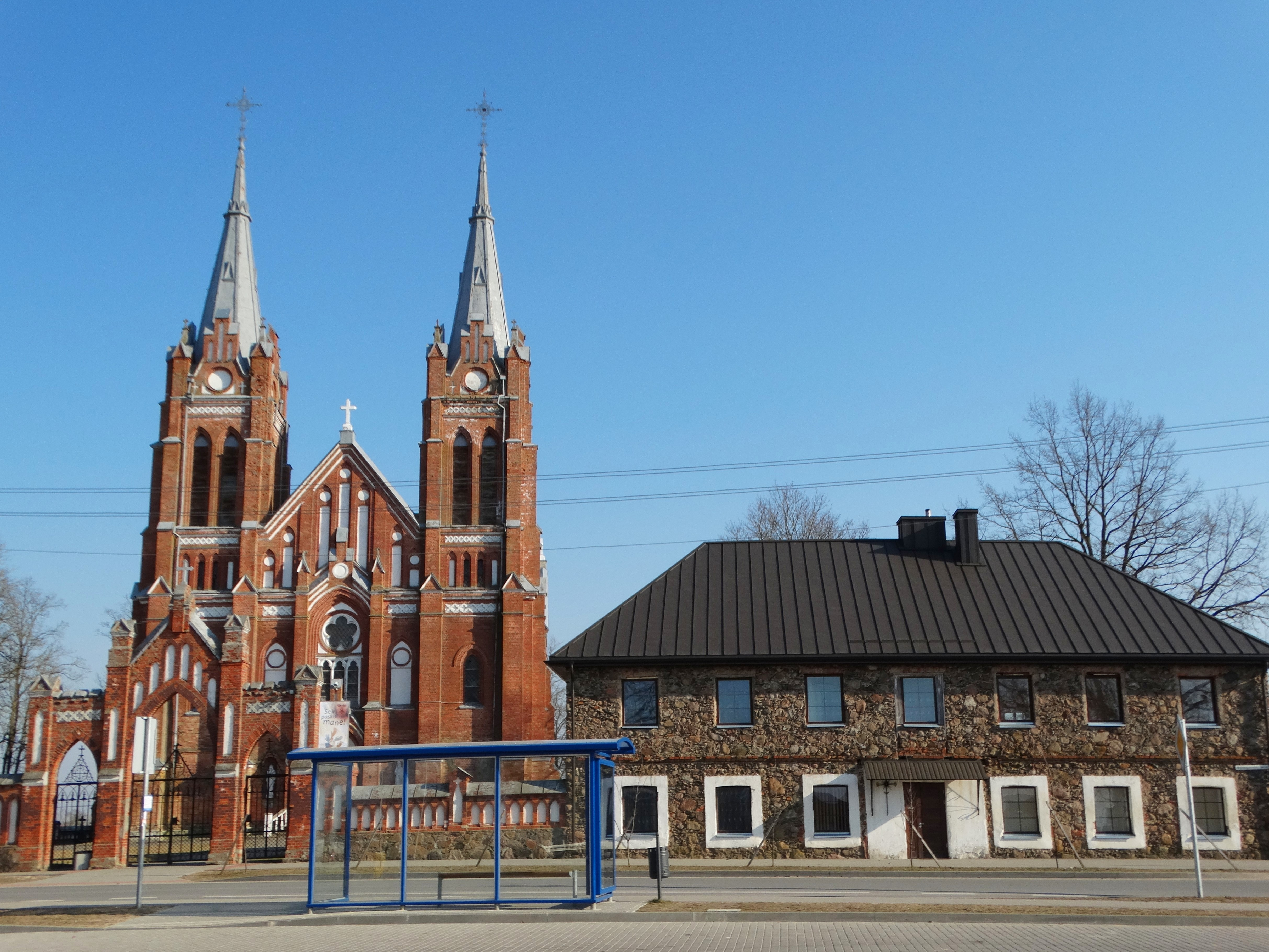
Dreifaltigkeitskirche
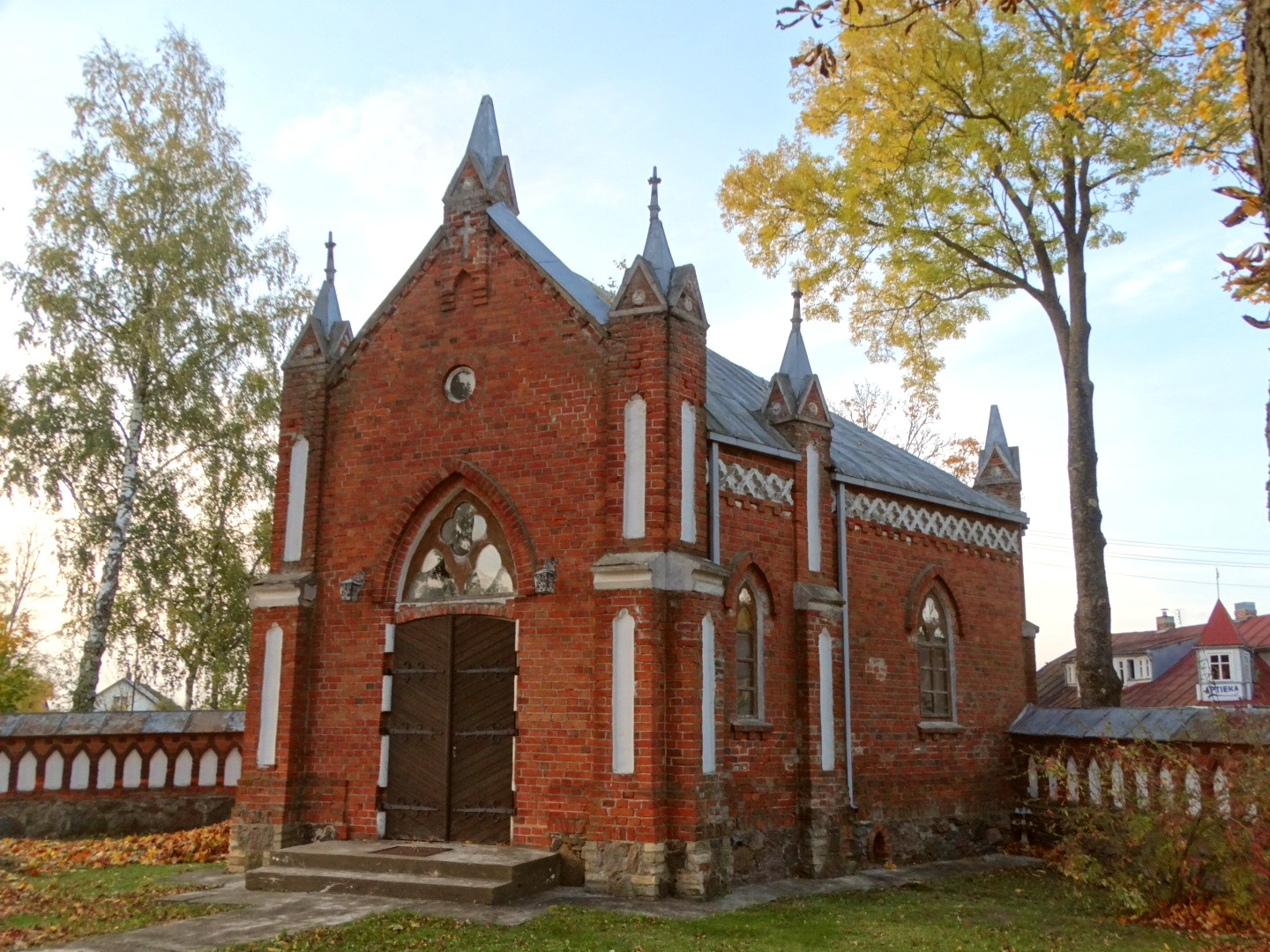
Kapelle auf dem Kirchhof von Gruzdžiai

## Persönlichkeiten
- Kazys Almenas (1935–2017), Autor, Ingenieur und Physiker
- Vincentas Pranevičius (*  1938), Politiker, Bürgermeister von Jonava und Seimas-Mitglied